# Hugh Tracey

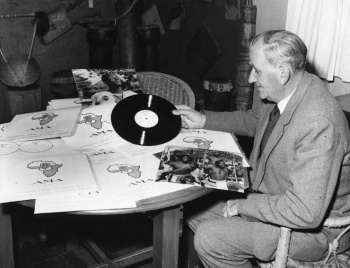
Hugh Tracey (1960)

Hugh Travers Tracey (* 29. Januar 1903 in Willand (Devon); † 23. Oktober 1977 in Krugersdorp) war ein britischer Ethnomusikologe. Gemeinsam mit seiner Frau Peggy sammelte und archivierte er Musik aus Süd- und Zentralafrika. Von 1929 bis in die 1970er Jahre nahm Tracey im Feld mehr als 35.000 Aufnahmen traditioneller afrikanischer Musik auf. Zudem hat er aus dem traditionellen Instrument Mbira die Kalimba abgeleitet und popularisiert.

## Leben und Wirken
Tracey arbeitete zunächst als Bauer im ländlichen Devon, bevor er sich 1921 entschied, nach Südrhodesien, dem heutigen Simbabwe, zu migrieren. Dort arbeitete er in Gutu auf der Tabakfarm seines älteren Bruders; bald begann er von den auf der Farm beschäftigten Karanga-Arbeitern die Lieder zu lernen, die sie bei der Arbeit auf den Feldern sangen, und sich für die Musik der Einheimischen zu interessieren. 1934 verließ er die Landwirtschaft, um bei der South African Broadcasting Corporation zu arbeiten. 1947 gründete er gemeinsam mit Winifred Hoernlé (1865–1960) die African Music Society. 1954 gründete er die bis heute an der südafrikanischen Rhodes University angesiedelte International Library of African Music und wurde deren Leiter. Für die International Library of African Music machte Tracey Aufnahmen von der Grenze des Sudans bis zum Kap, die er ab 1954 in der Serie The Sound of Africa in 210 Alben, aber auch über kommerzielle Plattenlabel wie Decca, London und Gallo veröffentlichte. Die International Library gab ab 1957 auch das African Music Society Journal heraus, in dem Tracey zudem über seine Aufnahmetouren im Feld berichtete. Beispielhaft zu erwähnende Exkursionen sind:
- 1957 – Aufnahmetour im Sambesi-Tal (Ethnie der Tonga)[3]
- 1958 – Nyasaland-Aufnahmetour[4]
- 1958 – Swasiland-Aufnahmetour[5]
- 1959 – West-Transvaal und Betschuanaland Aufnahmetour[6]
- 1959 – Basutoland-Aufnahmetour[7]

Für die Aufnahmen mit dem Magnetband benötigte Tracey Elektrizität von einem mitgebrachten (doppelt lärmgedämmten) Generator, der in wenigstens 100 Metern Entfernung geparkt wurde. Er nahm seine Aufnahmen mit einem tragbaren Mikrophon (ohne Stativ) auf, so dass er den Aufnahmeort während eines Stückes (je nach Hauptsolisten) verändern konnte. Er hat auch die Wild Life-Reihe herausgegeben, die Tier- und Naturaufnahmen aus Afrika umfasst.
1954 gründete Tracey außerdem die Instrumentenbaufirma African Musical Instruments, über die seine adaptierte Form der Mbira des Shona-Volkes als Diskant-Kalimba vertrieben wird. Um das Instrument für Menschen auf der ganzen Welt erschließen, modifizierte Tracey es für die diatonische Tonskala. Dieses hybride Musikinstrument, das tonal der westlichen Musik folgt, während die Bauart und Tongebung aber afrikanisch blieb, wird bis heute erfolgreich international vertrieben.
Die Söhne von Hugh und Peggy Tracey, Andrew und Paul, wurden ebenfalls bekannte Ethnomusikologen und Musiker. Andrew übernahm die International Library of African Music als Direktor nach dem Tod seines Vaters.

## Schriften
- Hugh Tracey: Zulu Paradox. Silver Leaf Books, Johannesburg 1948.
- Hugh Tracey: The Evolution of African Music and its Function in the Present. Institute for the Study of Man in Africa, Johannesburg 1969.
- Hugh Tracey: The Mbira class of African Instruments in Rhodesia (1932). In: African Music Society Journal. 4. Jahrgang, Nr. 3, 1969, S. 78–95.
- Hugh Tracey: Chopi musicians: their music, poetry, and instruments. Oxford University Press, London 1970 (google.com).
- Hugh Tracey: African music research: transcription library of gramophone records : handbook for librarians. Gallo (Africa), 1961 (google.com).
- Hugh Tracey: Towards an Assessment of African Scales. In: African Music. 2. Jahrgang, Nr. 1. International Library of African Music, 1958, S. 15–20.
- Hugh Tracey: A Case for the Name Mbira. In: African Music. 2. Jahrgang, Nr. 4. International Library of African Music, 1961, S. 17–25.
- Hugh Tracey: The state of folk music in Bantu Africa. In: African Music: Journal of the International Library of African Music. 1. Jahrgang, Nr. 1, 1954, ISSN 0065-4019, S. 8–11 (ru.ac.za).
- Hugh Tracey: The future of music in Basutoland. In: African Music: Journal of the International Library of African Music. 2. Jahrgang, Nr. 2, 1954, ISSN 0065-4019, S. 10–14 (ru.ac.za).
- Hugh Tracey: The International Library of African Music. In: African Music: Journal of the International Library of African Music. 1. Jahrgang, Nr. 1, 1954, ISSN 0065-4019, S. 71–73 (ru.ac.za).
- Hugh Tracey: Recording African music in the field. In: African Music: Journal of the International Library of African Music. 1. Jahrgang, Nr. 2, 1955, ISSN 0065-4019, S. 8–11 (ru.ac.za).